# Reckitt
Reckitt Benckiser Group plc (LSE: RB), mais conhecida como Reckitt, é uma empresa multinacional britânica com sede em Slough, Reino Unido. É o maior produtor mundial de produtos de limpeza e um grande produtor de produtos pessoais e de saúde. Foi formada em 1999 por uma fusão entre a empresa britânica Reckitt & Colman e a holandesa Benckiser NV. Ela opera em cerca de 60 países e seus produtos são vendidos em mais de 180 países.

## Inseticida SBP
O inseticida SBP é um dos produtos da empresa Reckitt, sendo vendido nas formas de aerossol, repelente de tomada líquido ou de pastilha, e repelente corporal.
O Multi Inseticida Aerossol usa como princípios ativos Transflutrina 0,02%, Imiprotrina 0,02%, Cipermetrina 0,05%. O Aerossol Sem Cheiro utiliza Transflutrina 0,040% e Permetrina 0,050%. Outros produtos da marca utilizam os mesmos princípios ativos, com outras concentrações.

A origem do nome SBP é incerta. Em 1969, nos Estados Unidos, foi registrado o inseticida aerossol SBP-1382, destinado a combater moscas domésticas. O inseticida era produzido pela empresa S. B. Pennick & Co., de Nova Iorque. Alguns blogs e posts em redes sociais apontam essa empresa, cujas iniciais são SBP, como a origem do nome usado até hoje.